# Qāitbāy-Zitadelle

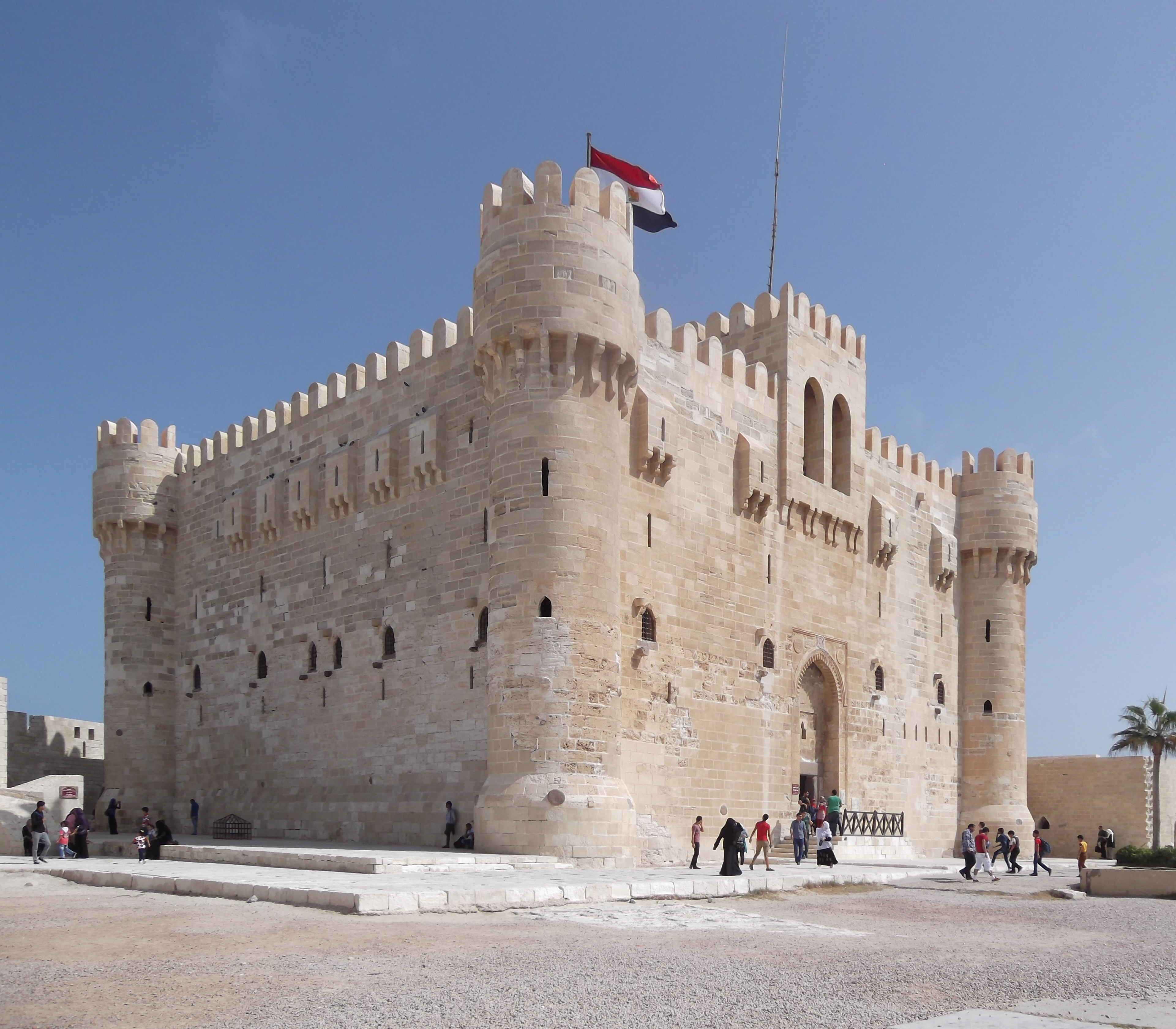
Qāitbāy-Zitadelle

Die Qāitbāy-Zitadelle (Kait Bey-Zitadelle) ist eine an der Mittelmeerküste gelegene Festung in Alexandria. Erbaut wurde die Festung als Bestandteil der Küstenverteidigung gegen eine wachsende Bedrohung durch die Osmanen.
Sie befindet sich auf der Ostseite der nördlich gelegenen Pharos-Halbinsel an der Mündung des Osthafens und ist durch einen bebauten Damm mit dem Festland verbunden.

## Geschichte
Die Zitadelle wurde von 1477 bis 1479 (882 bis 884 AH) unter dem Mameluken-Sultan el-Aschraf Saif ed-Dīn Qāitbāy (* 1416, † 1496) auf den Ruinen des antiken Pharos errichtet. Dabei wurden die Trümmer des zerstörten Leuchtturms und das Fundament als Baumaterial genutzt. Die Zitadelle wurde in islamischer Festungsarchitektur durch Qagmas Al-Eshaqy dreistöckig entworfen. 1480 wurde sie um Festungsmauern erweitert, in denen auch Gefangene untergebracht wurden.
1517 wurde sie im Rahmen eines Feldzuges des osmanischen Sultans Selim I. beschädigt, wurde jedoch auch von ihren neuen Herrschern, auf Grund der großen militärischen Bedeutung, genutzt.
Das Osmanische Reich verlor in den darauffolgenden Jahrhunderten an militärischer Stärke und so begann auch die Zitadelle ihre militärische Bedeutung zu verlieren. Im Jahre 1798 fiel sie, während der Ägyptischen Expedition der Franzosen, in die Hände Napoleon Bonaparte, der vor allem auf Grund der schwachen Garnison und der Übermacht durch moderne Waffen wenig Schwierigkeiten hatte. Im Inneren fanden sie damals einige Waffen, die sich zurück in die Kampagne von Ludwig IX. datieren ließen. Diese könnten ursprünglich Beute aus der Schlacht von Mansura (1250) gewesen sein.
Als Mohammed Ali im Jahre 1805 Ägyptens Herrscher geworden war, renovierte er die alte Zitadelle und rüstete die Festung mit den modernsten Waffen der Zeit aus, vor allem Kanonen. Die Zitadelle wurde auch durch seinen Nachfolger bis ins Jahr 1882 bewahrt. Ägypten hatte in den Jahren zuvor jedoch große Schulden angehäuft, wodurch es 1878 unter internationale Finanzaufsicht gestellt wurde. Als Ahmad Urabi 1882 Ägypten durch die Urabi-Revolte von der ausländischen Beeinflussung befreien wollte, intervenierte Großbritannien und die britische Flotte bombardiert Alexandria am 11. Juli 1882, um eine Landung vorzubereiten. Dabei wurde ein großer Teil der Stadt, vor allem im Bereich der Zitadelle, zerstört. Durch den Beschuss wurde die Wehrmauer beschädigt und die Westfassade nahezu völlig zerstört. 1889 beschließt das Comité de conservation des Monuments de l’Art Arabe eine Finanzierung von Reparaturarbeiten.
1904 entschloss sich das Verteidigungsministerium die oberen Etagen wieder aufzubauen. König Farouk wollte die Zitadelle in eine königliche Raststätte umbauen und trieb die Renovierung voran.
Nach der Revolution von 1952 wurde das Gebäude ein Marinemuseum. Die größten Sanierungen wurden im Jahr 1984 auf Initiative des Egyptian Antiquities Organization durchgeführt, weitere von 2001 bis 2003. Heute beherbergt die Festungsanlage unter anderem ein Meeresmuseum.